# Ichthyscopus lebeck
Ichthyscopus lebeck és una espècie de peix pertanyent a la família dels uranoscòpids.

## Descripció
- Pot arribar a fer 60 cm de llargària màxima.
- 2 espines i 16-20 radis tous a l'aleta dorsal i 17-18 radis tous a l'anal.
- Nombre de vèrtebres: 26.
- És de color groc canari amb taques marrons al llarg dels flancs.
- Presenta una franja fosca a les aletes caudal i pectoral.[6][7]

## Hàbitat
És un peix marí, demersal i de clima tropical.

## Distribució geogràfica
Es troba a les costes meridionals de l'Índia. N'hi ha un registre també de Singapur.

## Observacions
És inofensiu per als humans.